# مارك فيراري
مارك فيراري (بالإنجليزية: Marc Ferrari)‏ هو عازف قيثارة وموسيقي أمريكي، ولد في 27 يناير 1962 في بوسطن في الولايات المتحدة.

## وصلات خارجية
- مارك فيراري على موقع IMDb (الإنجليزية)
- مارك فيراري على موقع ميوزك برينز (الإنجليزية)
- مارك فيراري على موقع أول ميوزيك (الإنجليزية)
- مارك فيراري على موقع ديسكوغز (الإنجليزية)
- مارك فيراري على موقع قاعدة بيانات الفيلم (الإنجليزية)
- مارك فيراري على موقع كينوبويسك (الروسية)